# Олаа лес (Гавайи)
Олаа (англ. Olaa Forest ('Ola'a Wilderness area and Forest reserve);‘Ōla‘a unit; гав. ‘Ōla‘a) — охраняемая и огороженная лесная территория на острове Гавайи в США, входит в состав состав Гавайского вулканического национального парка.
Этот влажный тропический лес расположен в округе Гавайи, штат Гавайи, в юго-западной части острова на склоне вулкана Мауна-Лоа, общая площадь почти 20,6 квадратный километр.

## Природа

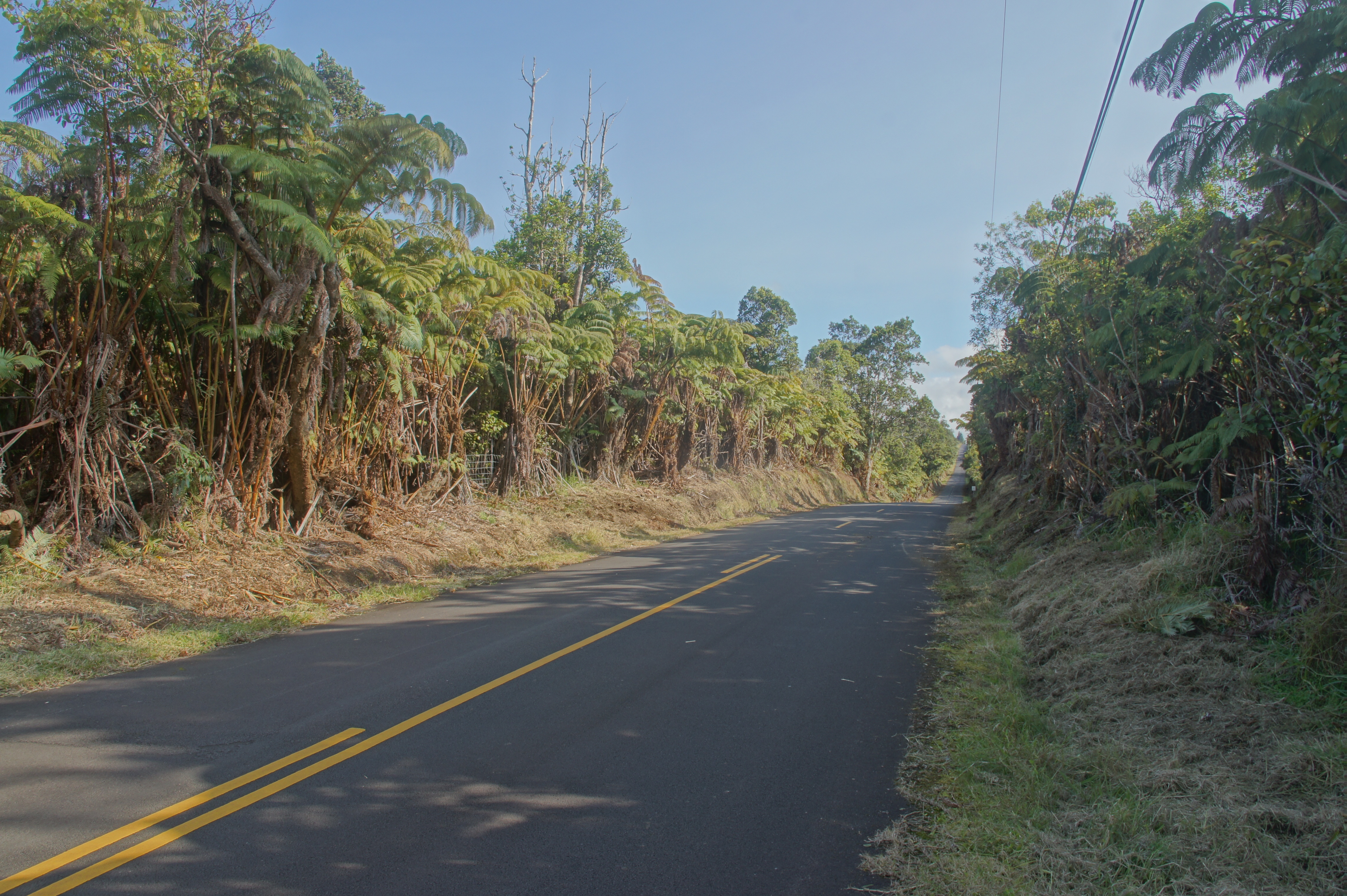
Огороженные части леса Олаа в Гавайском вулканическом национальном парке

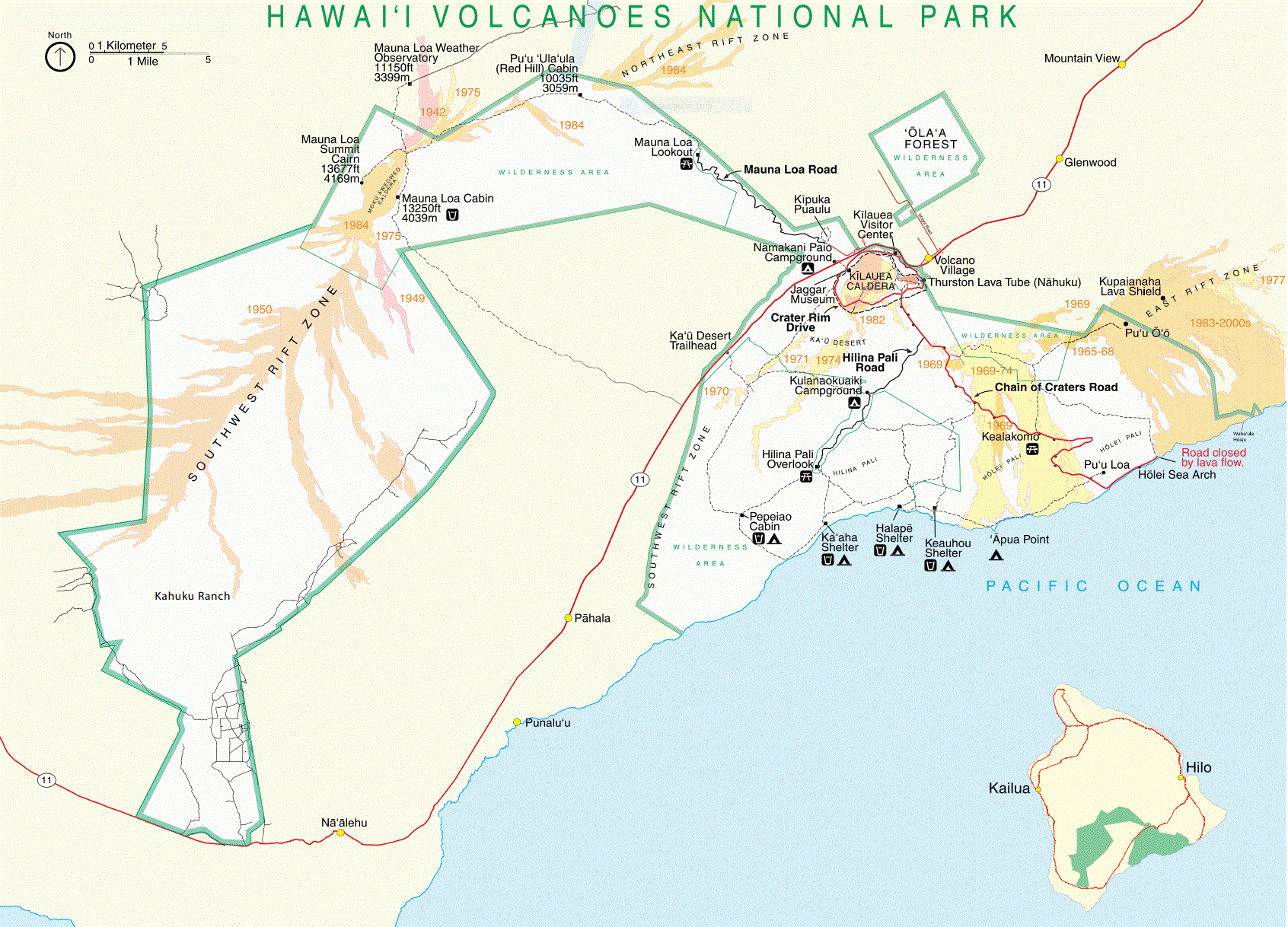
Лес Олаа на карте национального парка (в верхней правой части)

В условиях отсутствия засухи лес Олаа представляет собой дождевой тропический лес состоящий в основном из древовидных папоротников (Циботиум), в верхнеи ярусе кроны Охиа и Акация коа.

## Климат
Климат влажный, морской. Зона конденсации с наветренной сторона вулкана Мауна-Лоа.
Одна из самых влажных территорий острова Гавайи, где растёт влажный лес из древовидных папоротников. Среднее годовое количество осадков — до 6000 мм.
Средняя температура составляет +18° C. Самый жаркий месяц — сентябрь, +20° C, а самый холодный апрель +16 °С.